# Maripá
Maripá är en kommun i Brasilien.   Den ligger i delstaten Paraná, i den södra delen av landet, 1 100 km sydväst om huvudstaden Brasília. Antalet invånare är 5 691.
Trakten runt Maripá består till största delen av jordbruksmark. Runt Maripá är det ganska glesbefolkat, med 29 invånare per kvadratkilometer.